# HATNet Project
Das Hungarian Automated Telescope Network (HATNet) Project (engl.) ist ein Netzwerk von sechs kleinen vollautomatischen HAT-Teleskopen. Das wissenschaftliche Ziel des Projekts ist die Entdeckung und Charakterisierung von Exoplaneten und auch das Auffinden und die Verfolgung von hellen veränderlichen Sternen. Das Netzwerk wird durch das Harvard-Smithsonian Center for Astrophysics betrieben.
HAT steht für Hungarian-made Automated Telescope, weil es von einer kleinen Gruppe von Ungarn entwickelt wurde, die sich bei der Hungarian Astronomical Association trafen. Das Projekt begann 1999 und ist seit Mai 2001 voll operabel.

## HAT-South
Seit 2009 sind 3 weitere Orte dem HATNet beigetreten. Die Teleskope befinden sich in Australien, Namibia und Chile. Exoplaneten, welche durch das HAT-South Projekt entdeckt wurden, beginnen üblicherweise mit dem Kürzel HATS so wie zum Beispiel HATS-1b.

## Entdeckte Exoplaneten
HATNet und HAT-South haben zusammen bis 2018 etwa 100 Exoplaneten mittels Transitmethode entdeckt.
siehe Liste extrasolarer Planeten als HAT-P- oder HATS klassifiziert